# Rivista mensile della città di Venezia
Die Rivista mensile della città di Venezia war ein monatlich erscheinendes offizielles Fachblatt der Kommune Venedig, das von 1922 bis 1935 publiziert wurde. Herausgeber war das Statistikamt der Stadt. Verantwortlich waren der Sekretär, der Leiter des technischen Büros, der Leiter des zentralen Rechnungsamtes und die Sekretäre der verschiedenen kommunalen Abteilungen. Das Blatt galt als Fortsetzung des Bollettino Statistico Municipale, das schon seit einigen Jahren, ähnlich wie in anderen Kommunen, neben statistischen Grundlagen, allgemeine Informationen zum städtischen Leben verbreitete. Aufgrund dieser Zweigleisigkeit kam es zu einem Konflikt mit der Druckerei Carlo Ferrari, die das Bollettino fertigte. 

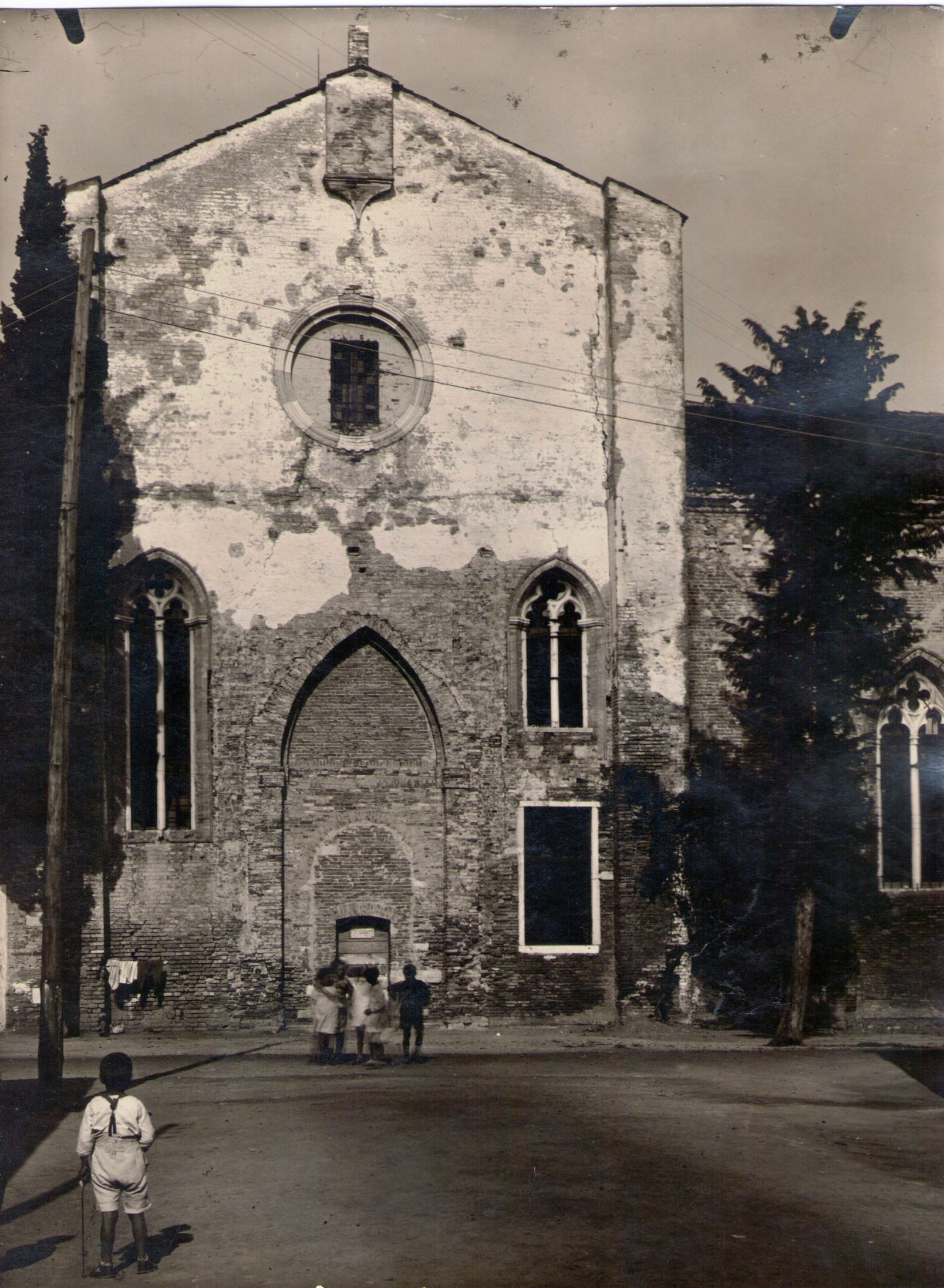
Ansicht der Kirche auf S. Elena von 1927

Die Rivista befasste sich neben statistischen auch mit kulturellen, historischen und politischen Fragen. So schrieb etwa Rodolfo Gallo über das Grab Enrico Dandolos in der Hagia Sophia in Istanbul oder über die Kirche auf Sant’Elena, oder aber Giulio Lorenzetti über die Stuckarbeiten des Palazzo Merati. 1929 publizierte Adolfo Ottolenghi, von 1919 bis 1944 Oberrabbiner von Venedig, über Leon da Modena. 1930 wurde die Redaktion der Rivista dem Museo Correr übertragen. 
Insgesamt erschien die Rivista regelmäßig ab Januar 1922, stellte ihr Erscheinen auf Anweisung jedoch im September 1935 ein. Einige Nummern erschienen noch in den Jahren 1956–1958 und 1973–1976.